# La Danse du sabre

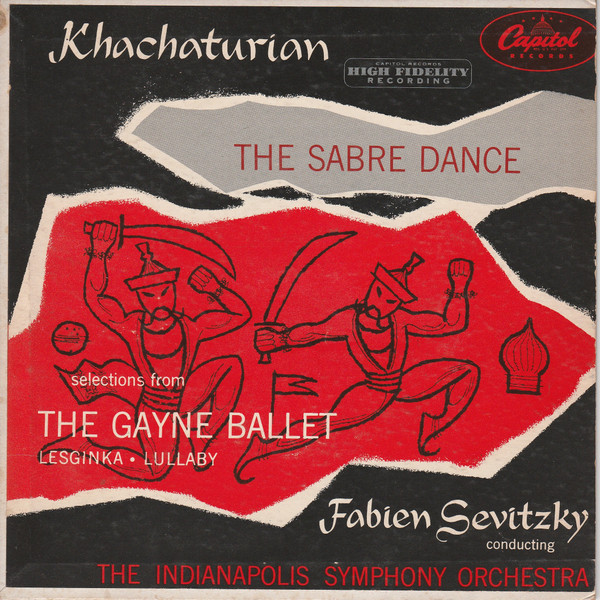
Affiche

La Danse du sabre (en arménien Սուրերով Պար) est un mouvement de l'acte final du ballet Gayaneh du compositeur arménien Aram Khatchatourian, terminé en 1942 ; il évoque le tourbillonnement d'une danse de guerre arménienne, où les danseurs mettent en avant leur adresse dans le maniement du sabre.
Cette pièce très célèbre, par son thème chromatique en notes répétées staccato, ses glissandos aux cuivres et son deuxième thème très lyrique aux cordes, fait souvent partie des programmes de concert et a été l'objet de nombreuses adaptations dans la musique populaire. Elle est très utilisée pour accompagner des spectacles de patinage, natation, ou gymnastique artistique.

## Reprises
La Danse du sabre a été reprise de nombreuses fois par des musiciens aussi divers que le jazzman Woody Herman, le rocker Dave Edmunds, le guitariste de heavy metal Wolf Hoffmann, le groupe hollandais progressif Ekseption, le groupe de folk metal britannique Skyclad, le groupe punk/oi britannique Toy Dolls, le groupe surf allemand Los Twang! Marvels, la violoniste anglo-thaïe Vanessa Mae ou encore le groupe de rap français Explicit Samouraï.
En 2011, le compositeur et violoniste polonais Michał Jelonek en propose sa version sur l'album : Revenge (pl) 

Les Sabres de Buffalo de la Ligue nationale de hockey (LNH) utilisent ce morceau comme chanson thème depuis leur création en 1970. Après une pause, La Danse du sabre est redevenue leur chanson thème en 2011,.
Entre 2010 et 2013, La Danse du sabre était jouée à la Donbass Arena, le stade du club de football ukrainien le Chakhtar Donetsk, chaque fois que le footballeur arménien Henrikh Mkhitaryan marquait un but.